# Bolesław Berger
Bolesław Berger ps. Kuroki (ur. 8 sierpnia 1876 w Łachowie, zm. ok. 1942 w Warszawie) – działacz socjalistyczny, jeden z głównych twórców Organizacji Bojowej PPS.

## Życiorys
Ukończył średnią szkołę sztygarów w Dąbrowie Górniczej, ale ze względu na zdrowie nie podjął pracy w kopalni. W 1895 r. zatrudniony został w przędzalni wełny w Sosnowcu.
Od 1896 r. członek PPS. Aresztowany za działalność w 1897 i 1898 r. Ponownie aresztowany w 1899 roku w sprawie o zabicie agenta. Skazany na 5 lat zesłania na Syberię. Po trzech latach zbiegł i powrócił do Królestwa. Od grudnia 1903 r. do kwietnia 1904 r. członek Centralnego Komitetu Robotniczego PPS. Organizował pierwsze koła bojowe, a następnie pierwsze grupy Organizacji Spiskowo-Bojowej PPS.
W 1904 roku był jednym z organizatorów manifestacji PPS na warszawskim placu Grzybowskim, która odbyła się 13 listopada. Protestowano wówczas przeciwko poborowi do wojska rosyjskiego, w związku z wojną rosyjsko-japońską. Demonstrującym pod jego przywództwem broń dostarczył Walery Sławek, przez co pochód zakończył się krwawymi walkami z carską policją. Została ona ostrzelana przez ponad 60 bojowników PPS, przez co musiała się wycofać. Było to pierwsze wystąpienie zbrojne Polaków od czasu powstania styczniowego.
Po 1905 r. poważnie chory na gruźlicę wyjechał do Zakopanego, następnie ukończył szkołę bojową w Krakowie. Po ukończeniu szkoły przyjeżdżał do Królestwa jako łącznik OB PPS. Aresztowany 16 grudnia 1906 r. i uwięziony w Cytadeli Warszawskiej. Nierozpoznany przez żandarmerię i zwolniony w końcu 1907 r. Następnie przebywał w Szwajcarii.
Po odzyskaniu niepodległości członek PPS. W 1927 r. członek Warszawskiego Okręgowego Komitetu Robotniczego PPS oraz radny m. st. Warszawy. Od 1928 r. członek PPS dawna Frakcja Rewolucyjna. Zmarł w czasie wojny na gruźlicę gardła prawdopodobnie w 1942 r.
9 listopada 1932 r. odznaczony Krzyżem Niepodległości z Mieczami.
Czynnymi członkami PPS i OB PPS byli również jego bracia Stanisław i Kazimierz.